# Escut de Cuba
L'escut de Cuba, conegut com l'«escut de la palmera reial» (en espanyol escudo de la palma real), fou creat el 1849 pel poeta Miguel Teurbe Tolón –que també va crear la bandera estatal– durant l'etapa del govern provisional. Amb petits retocs, fou adoptat oficialment el 21 d'abril del 1906 i des de llavors no s'ha modificat.

## Descripció
Es tracta d'un escut triangular curvilini partit. Al primer, d'atzur, dues barres d'argent; al segon, una representació al natural d'un paisatge amb dues muntanyes i vegetació, on destaca una palmera reial. Al cap, una mar d'atzur carregada d'una clau d'or enmig de dos promontoris al natural, amb un sol ixent radiant a l'horitzó. Acoblat darrere l'escut, un feix romà somat d'un barret frigi carregat d'una estrella d'or de cinc puntes. Acompanyat al flanc destre per un ram de fulles de roure i al flanc sinistre per un de llorer, tots dos al natural.

## Significació
L'escena superior al·ludeix a la posició geogràfica de l'illa, la clau del golf de Mèxic, entre les penínsules de la Florida i el Yucatán, amb el sol que representa el naixement de la nova república. Les barres d'atzur i argent, un reflex de la bandera cubana, recorden els tres departaments en què es dividia administrativament l'illa, amb el blanc símbol de la puresa dels patriotes. El quarter inferior dret representa el fèrtil paisatge de l'illa, amb la palmera reial, l'arbre típic cubà. El feix simbolitza la unió i el barret frigi la llibertat, amb l'estrella en representació de l'estat independent, com a la bandera. El roure fa referència a la fortalesa, i el llorer a la victòria.